# Nockeby familjehotell

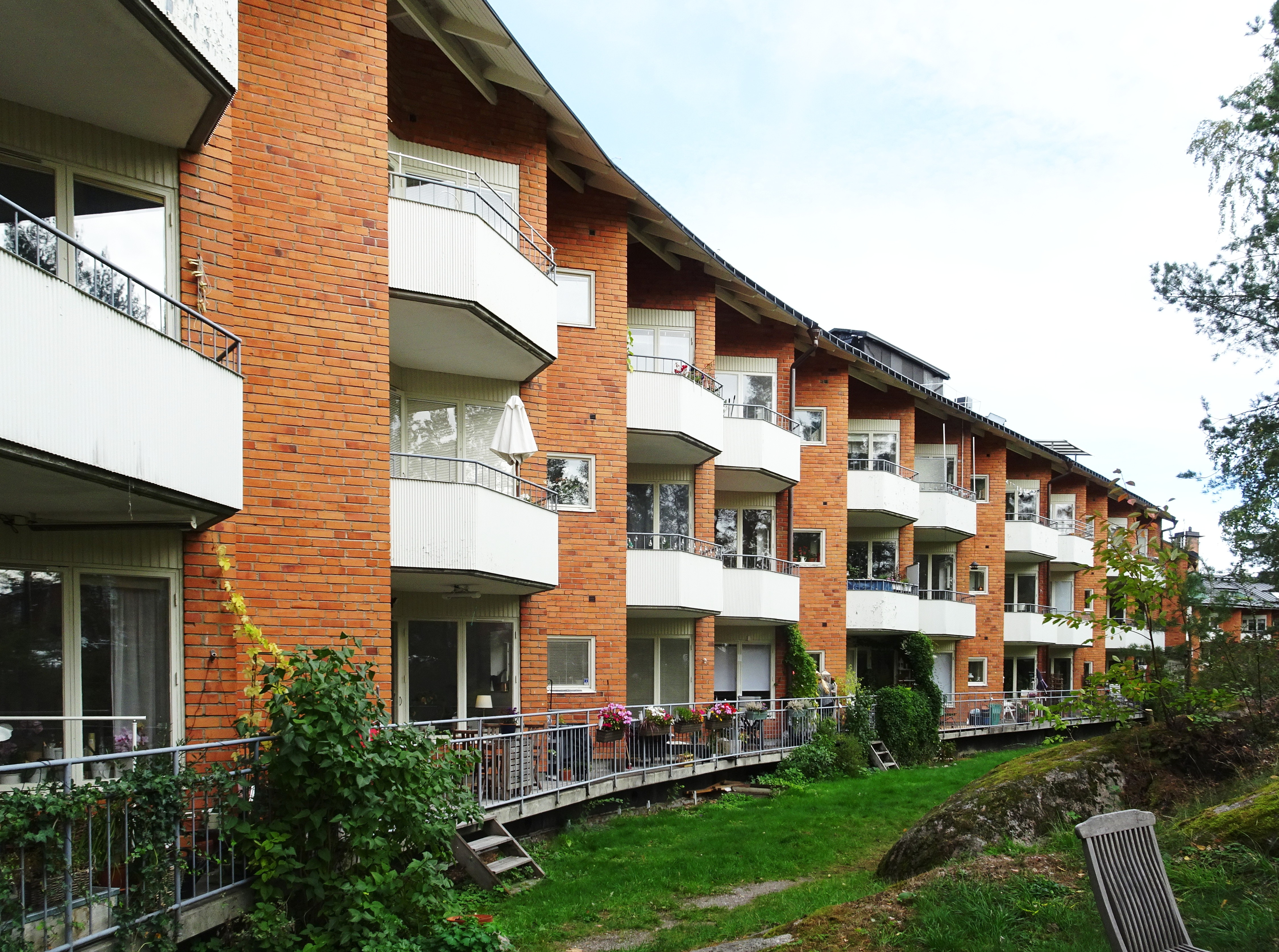
Fasad mot trädgården, 2018.

Nockeby Familjehotell, tidigare Familjehotellet Nockebyhov, är ett före detta kollektivhus vid Gubbkärrsvägen 29 i Nockebyhov i Stockholms kommun. Anläggningen utgör ett representativt exempel på tidens folkhemsarkitektur och byggande som präglades av sociala tankegångar och hög kvalitet. Nockeby Familjehotell på Gubbkärrsvägen uppfördes efter ritningar av arkitektparet Sven Backström och Leif Reinius på arkitektkontoret Backström & Reinius Arkitekter AB. Nockeby Familjehotell invigdes 1952 som ett kollektiv under namnet "Familjehotellet Nockebyhov", men som senare har omvandlats till bostadsrätter. 

## Beskrivning

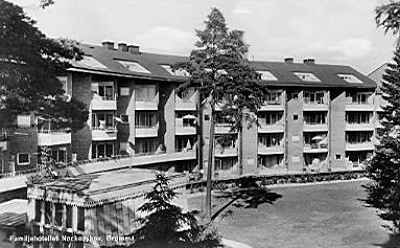
Familjehotellet på ett äldre vykort.

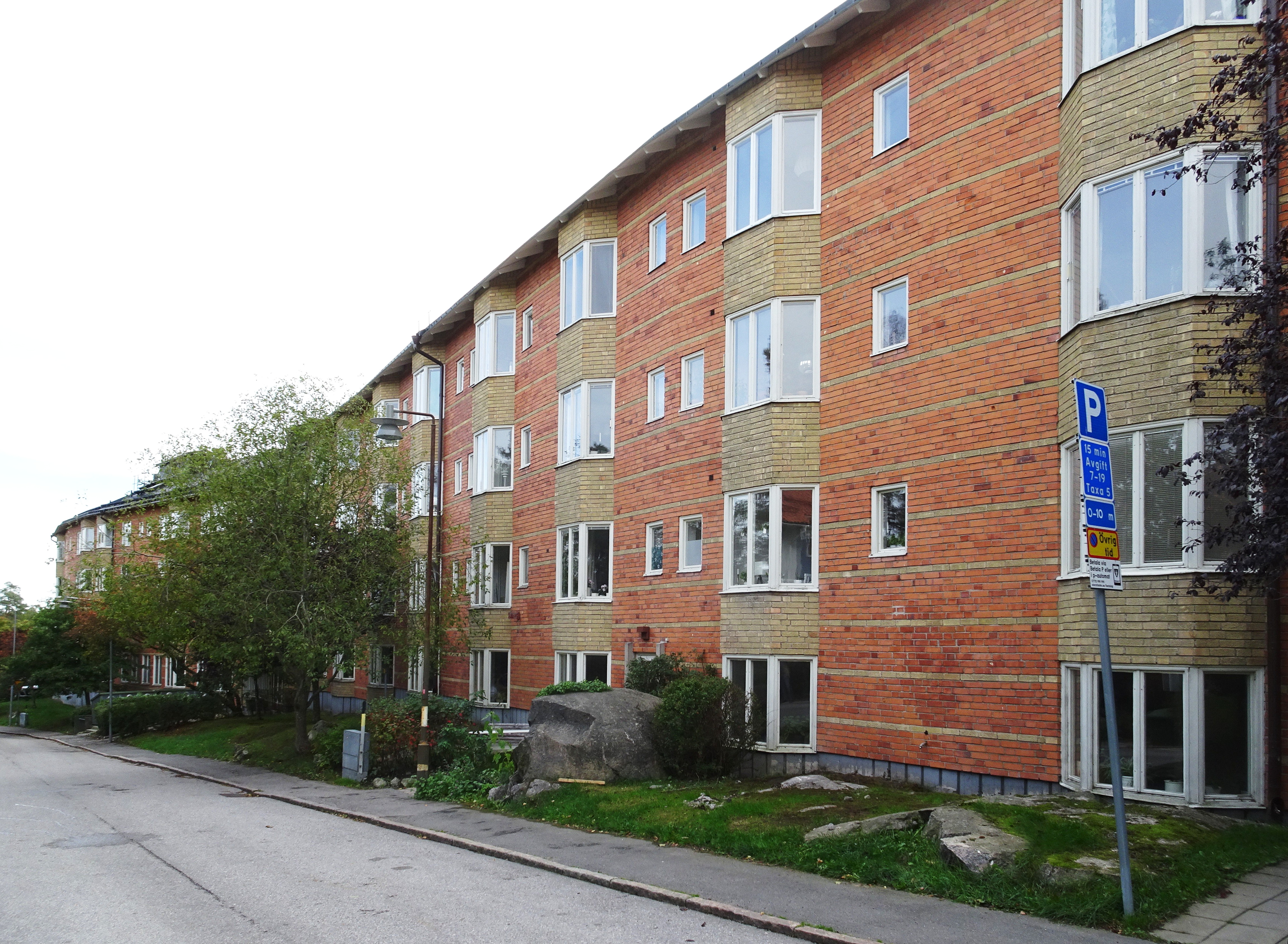
Fasad mot Gubbkärrsvägen i Nockebyhov, 2018.

Anläggningen i kvarteret Ceremonien 3 består av flerbostadshus i tre större byggnader i 3–4 våningar från 1950-talet. Huset är byggt på en höjd vid Gubbkärrsvägen som slingrar sig längs den kuperad höjden  med bergspartier, barrträd och gräsytor, kring en avskild gårdsmiljö. I längan finns cirka 150 lägenheter. Husen och de olika trapphusen är sammanbundna med korridorer. Fasaderna är uppmurade av rött tegel som accentueras av band och burspråk i gult tegel. Mot trädgårdssidan dominerar vita balkongfronter. Ursprungligen ingick även en mindre radhuslänga. Mot Gubbkärrsvägen finns en stadig stödmur i natursten. En asfalterad körbar gångväg löper runt huset. Invid fasaden finns häckar som är inramade av kantsten i granit. En kopparinklädd paviljong finns på gården, den var tidigare en del av gemensamhetsutrymmena. Där finns nu en inhägnad lekyta. I huset finns garage tillgängligt. Husets ursprungliga arkitektur är helt bevarad.
Nockeby Familjehotell stod klart 1952 efter ritningar av arkitektkontoret Backström & Reinius, ansvarig trädgårdsarkitekt var Walter Bauer och anläggningen uppfördes av storbyggmästaren Olle Engkvist i egen regi. Olle Engkvists beskrev, i samband med invigningen, huset i broschyren “Familjehotellet Nockebyhov” på följande sätt: “Var och en i detta familjehotell är en självständig hyresgäst som i ett vanligt hyreshus. I familjehotellet finnes dock viss service, som ett vanligt hyreshus ej kan erbjuda.” Olle Engkvist var en av landets främsta företrädare för kollektivhus och familjehotell, han byggde sammanlagt sju sådana anläggningar, bland annat Elfvinggården i Äppelviken och Hässelby familjehotell.
Huset Nockeby Familjehotell uppfördes ursprungligen som kollektivhuset Familjehotellet Nockebyhov och innehöll ursprungligen en matsal, en restaurang för omkring 100 personer, samlingslokaler med mera. Kollektivhuset erbjöd städhjälp och hade en tvättinrättning, dock inget barndaghem. I anslutning till restaurangen fanns ursprungligen två festmatsalar, en mindre för ca tolv personer och en större, det så kallade Turkiska tältet, för ca 35 personer. Den större lokalen är numera uthyrd och innehåller ett daghem. I huvudentrén fanns ursprungligen även en butik – Nockebyhovs servicebutik – med för den tiden generösa öppettider.
Huset har senare omvandlats till bostadsrätter. Byggnaden är sedan 2008 grönmärkt av Stadsmuseet i Stockholm, vilket är den näst högsta klassen och innebär att bebyggelsen bedöms vara särskilt värdefull från historisk, kulturhistorisk, miljömässig eller konstnärlig synpunkt. Man fann att fastigheten hade stora kulturhistoriska värden och därför grönklassades den i en sammanhållen entitet med dess trädgårdspark. Grönklassad: innebär att en byggnad (med byggnad avses här både hus och trädgård) har ett högt kulturhistoriskt värde, liksom att bebyggelsen är särskilt värdefull ur ett historiskt, kulturhistoriskt, miljömässigt samt ur ett konstnärligt perspektiv. 
Direkt söder om Nockeby familjehotell ligger seniorhemmet Nockebyhus, även det ritat av Backström & Reinius och invigt i mitten av 1970-talet.